# حشيشة المبارك البلغارية
حشيشة المبارك البلغارية (الاسم العلمي:Geum bulgaricum) هي نوع من النباتات تتبع جنس حشيشة المبارك من الفصيلة الوردية.